# Georg (Familienname)
Georg ist ein Familienname, der sich aus dem Vornamen entwickelt hat, siehe Georg

## Herkunft und Bedeutung
Der Name Georg geht auf den griechischen Namen Γεώργιος Geōrgios zurück, der wiederum von dem aus den Elementen γῆ gē „Erde“ und ἔργον érgon „Werk, Arbeit“ zusammengesetzten Wort γεωργός geōrgós abgeleitet wird und „Bauer“ bzw. „Erd(be)arbeiter“ bedeutet.

### Als Nachname in anderen Sprachen
- Armenisch: Գեւորգյան Gevorgian, Gevorgyan, Kevorkian

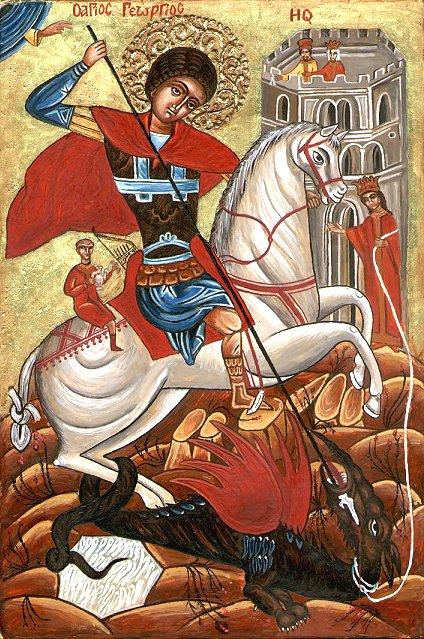
Der heilige Georg tötet den Drachen

- Bulgarisch: Георгиев Georgiev
  - Diminutiv: Генков Genkov, Генов Genov
- Dänisch: Jørgensen
- Englisch: Georgeson
- Georgisch: გიორგაძე Giorgadze
- Kroatisch: Đurić
  - Diminutiv: Jurić, Juriša
- Mazedonisch: Ѓоргиев Gjorgiev
- Rumänisch: Gheorghe, Georgiu
- Schwedisch: Göransson
- Serbisch: Ђурић Đurić, Ђорђевић Đorđević
- Zypriotisch: Γεωργίου Geōrgiu

### Bekannte Namensträger

#### Form Georg
- Carl-Siegfried von Georg (1886–1957), deutscher Marineoffizier
- Carl-Theodor Georg (1884–1966), deutscher Arzt, Plantagenbesitzer und Krankenhausgründer in der Dominikanischen Republik
- Ernst Georg, Pseudonym von Hans-Henning Zencke
- Heinrich Georg (1918–2008), deutscher Unternehmer
- Heinz Georg (1920–1989), deutscher Chirurg
- Helmut Georg (1915–1989), deutscher Maler
- Johann Wilhelm Detlev Georg (1779–1840), oldenburgischer Kammerdirektor
- Karl Georg (1855–1904), deutscher Buchhändler
- Konrad Georg (1914–1987), deutscher Schauspieler
- Richard Georg (eigentlich Georg Joseph; 1862–1921), Theater- und Filmschauspieler
- Rita Georg (1900–1973), deutsche Operetten-Soubrette
- Stefan Georg (* 1968), deutscher Wirtschaftswissenschaftler
- Walter Georg (* 1943), deutscher Pädagoge
- Werner Georg (1953–2022), deutscher Soziologe

#### Form Jegor
- Piotr Jegor (1968–2020), polnischer Fußballspieler

## Unternehmen
- Georg Verkehrsorganisation, Frankfurt (Main)
- Heinrich Georg Maschinenfabrik, Maschinenbauunternehmen